# Кустовецька волость
Кустовецька волость — історична адміністративно-територіальна одиниця Новоград-Волинського повіту Волинської губернії Російської імперії. Волосний центр — село Кустівці.
З 1921 року входила до складу Новоград-Волинського повіту.
Станом на 1885 рік складалася з 8 поселень, 7 сільських громад. Населення — 5387 особа (2654 чоловічої статі та 2733 — жіночої), 595 дворових господарств.
|                     | Площа, десятин | У тому числі орної, дес. |
| ------------------- | -------------- | ------------------------ |
| Сільських громад    | 5525           | 4194                     |
| Приватної власності | 4681           | 3495                     |
| Казенної власності  | —              | —                        |
| Іншої власності     | 265            | 169                      |
| Загалом             | 10471          | 7858                     |

Основні поселення волості:
- Кустівці — колишнє власницьке село, при р. Деревичка, 1318 осіб, 146 дворів, волосне управління (повітове місто — 80 верст); православна церква, школа, 2 постоялих будинків, 2 водяних млинів.
- Білецьке — колишнє власницьке село, при р. Деревичка, 943 особи, 104 дворів, православна церква, школа, постоялий будинок.
- Воробіївка — колишнє власницьке село, 721 особа, 108 дворів, православна церква, школа, постоялий будинок.
- Москалівка — колишнє власницьке село, при р. Деревичка, 452 особи, 60 двора, православна церква, школа, водяний млин.
- Онацьківці — колишнє власницьке село, при р. Деревичка, 1009 осіб, 122 двора, православна церква, школа, 2 постоялих будинків, 2 водяних млинів.